# Museu Frederic Marès

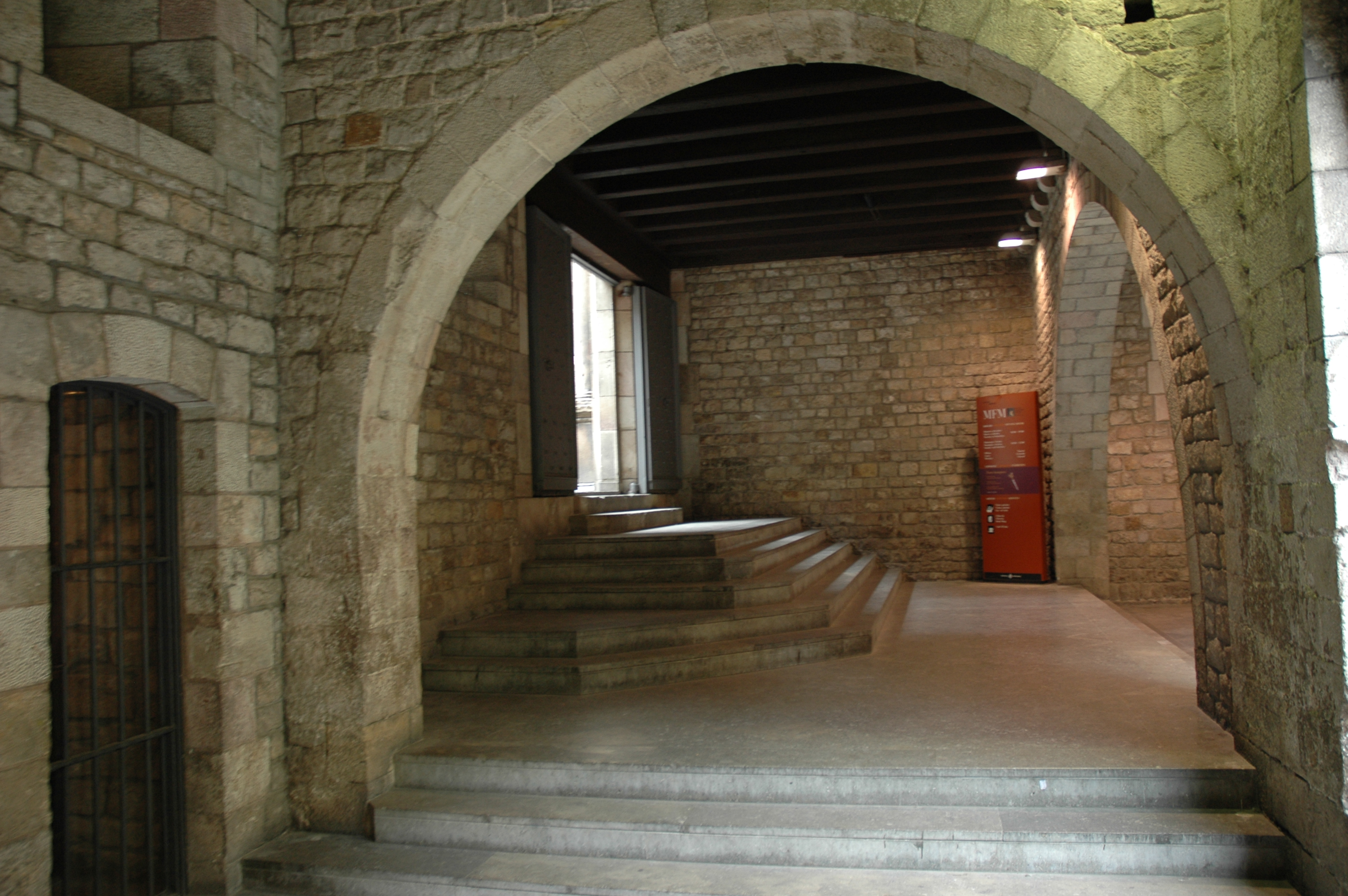
Interno del museo

Il Museu Frederic Marès è un museo che si trova nel centro della città di Barcellona e che ospita numerose opere donate alla città dallo scultore Frederic Marès.
L'idea del museo nacque nel 1944 quando Marès realizzò un'esposizione di gran parte della sua collezione che comprendeva vari elementi, come incunaboli e sculture medievali, che Marès promise di donare alla città.
Il museo venne inaugurato ufficialmente nel 1948 e nel 1952 lo stesso Marès si trasferì in una stanza appositamente costruita per lui all'interno dello stesso edificio. Il museo continuò a espandersi fino al 1970 finché non fu possibile ampliarlo ulteriormente, così Marès decise di distribuire la sua collezione, che oggi è possibile trovare opere nel Museo de Historia de Sabadell o nel museo della Real Academia de Bellas Artes de San Fernando a Madrid, mentre nella Biblioteca de Catalunya si trova il Museo del Libro Frederic Marès.